# Ioannis Nikolaidis
Ioannis Nikolaidis (griechisch Ιωάννης Νικολαΐδης, * 4. Januar 1971) ist ein griechischer Schachspieler.
Die griechische Meisterschaft konnte er 1995 gewinnen. Er spielte für Griechenland bei acht Schacholympiaden: 1994 bis 2006 und 2018. Außerdem nahm er an sechs europäischen Mannschaftsmeisterschaften (1997, 2001, 2003, 2011, 2015 und 2017) und zweimal an den Schachbalkaniaden (1993 und 1994) teil.
Im Jahre 1994 wurde ihm der Titel Internationaler Meister (IM) verliehen. Der Großmeister-Titel (GM) wurde ihm 1995 verliehen.
| Hier fehlt eine Grafik, die leider im Moment aus technischen Gründen nicht angezeigt werden kann. Wir arbeiten daran! |